# Elezioni europee del 1979 in Danimarca
Le elezioni europee del 1979 in Danimarca si sono tenute il 10 giugno.

## Risultati
| Liste       | Liste                            | Gruppo | Voti      | %     | Seggi |
| ----------- | -------------------------------- | ------ | --------- | ----- | ----- |
|             | Socialdemocratici                | SOC    | 382.487   | 21,92 | 3     |
|             | Movimento Popolare contro la CEE | CDI    | 365.760   | 20,96 | 4     |
|             | Venstre                          | LD     | 252.767   | 14,48 | 3     |
|             | Partito Popolare Conservatore    | DE     | 245.309   | 14,06 | 2     |
|             | Democratici di Centro            | DE     | 107.790   | 6,18  | 1     |
|             | Partito del Progresso            | DPE    | 100.702   | 5,77  | 1     |
|             | Partito Popolare Socialista      | COM    | 81.991    | 4,70  | 1     |
|             | Socialisti di Sinistra           | -      | 60.964    | 3,49  | -     |
|             | Partito della Giustizia          | -      | 59.379    | 3,40  | -     |
|             | Sinistra Radicale                | -      | 56.944    | 3,26  | -     |
|             | Partito Popolare Cristiano       | -      | 30.985    | 1,78  | -     |
| Totale      | Totale                           | Totale | 1.745.078 |       | 15    |
| Groenlandia |                                  |        |           |       |       |
|             | Siumut                           | SOC    | 5.053     | 55,33 | 1     |
|             | Atassut                          | -      | 4.080     | 44,67 | -     |
| Totale      | Totale                           | Totale | 9.133     |       | 1     |